# India International Centre
Coordenadas: 28°35′36″N 77°13′20″E / 28.593383, 77.222257El India Internacional Centre (IIC por sus siglas en inglés) es una conocida organización no gubernamental situada en Nueva Delhi, India. La primera piedra de su sede fue colocada en 1960 por el príncipe japonés Akihito, hoy Emperador, quién se encontraba en la ciudad por su luna de miel. La sede fue inaugurada en 1962. Es una institución única puesto que sirve como espacio de encuentro para las variadas actividades culturales e intelectuales que la capital ofrece. Al mismo tiempo, mantiene su carácter no oficial y sin motivos partisanos, continuando a laborar sin estar alineado con ningún tipo de afiliación  gubernamental, política, económica o religiosa.

## Descripción
Según su descripción original, el Centro se conoce como 'Triveni', término que, en sánscrito significa 'estructura tripartita'. Promueve, en consecuencia, tres vertientes de actividad:
- La Vertiente Intelectual, que promueve la organización de seminarios, symposios, reuniones, discusiones, y una excelente biblioteca que también incentiva la publicación de estudios.
- La Vertiente Cultural, que promueve eventos como recitales de danza, exposiciones, muestras de cine y de teatro.
- La Vertiene Social, con instalaciones de estadía y de alimentación, creando así espacios de reunión en un ambiente agradable.

El Centro opera en base a subvenciones de la Fundación Rockefeller (Rockefeller Fundación), y  de universidades que se han convertido en miembros de la Fundación IIC. El temprano interés del Dr. S. Radhakrishnan, expresidente de la India, resultó en que el gobierno de ese país tomase un activo interés en las actividades del Centro. La sede del India International Centre fue diseñada por Joseph Allen Stein, arquitecto americano que ejerciera en Nueva Delhi de 1955 a 1995.  Es uno  de varios edificios importantes en la misma que fueron diseñados por Stein, lo que da al área nombre informal de  "Steinabad".